# Ranunculus taigaensis
Ranunculus taigaensis är en ranunkelväxtart som beskrevs av S.A. Timokhina. Ranunculus taigaensis ingår i släktet ranunkler, och familjen ranunkelväxter. Inga underarter finns listade i Catalogue of Life.